# Mercedes-Benz M 950
Der Mercedes-Benz M 950 ist ein zu Versuchszwecken entwickelter Wankelmotor der Daimler-Benz AG. Er wurde erstmals 1969 von Wolf-Dieter Bensinger in seinem MTZ-Artikel „Der heutige Entwicklungsstand des Wankelmotors“ beschrieben; der Artikel erschien im Januar 1970. Der Motor wurde von der Wankelmotorentwicklungsabteilung der Daimler-Benz AG entwickelt, die von Bensinger geleitet wurde. Etwa 100 Wankelmotoren wurden in den 1960er- und 1970er-Jahren dort gebaut; der M 950 wurde 1969 als Dreischeiben- und 1970 als Vierscheibenvariante in Mittelmotorkonfiguration in den Supersportwagen Mercedes-Benz C 111 eingebaut. Obgleich eine Großserienfertigung 1970 in einer Zweischeibenausführung angestrebt war, beschreibt Bensinger in seinem 1973 im Springer-Verlag veröffentlichten Buch „Rotationskolben-Verbrennungsmotoren“, dass ein seriennaher Zustand 1972 noch nicht erreicht war. Bis zur Einstellung der Wankelmotorentwicklung bei Daimler-Benz 1976 entwickelte das Unternehmen stattdessen eine als M 951 bezeichnete Ausführung mit Saugrohreinspritzung.

## Konstruktion
Der M 950 ist als leicht zu erweiternde Motorenfamilie mit einem Kammervolumen Vk von 600 cm3 konstruiert. Für den Einsatz im Automobil sind Varianten mit bis zu sechs Scheiben möglich, tatsächlich gebaut wurden aber nur Dreischeiben- und Vierscheibenversionen. Bensinger hebt hervor, dass eine Fünfscheibenversion eine verhältnismäßig günstige Belastung der Exzenterwellenlager habe. Der M 950 hat Umfangeinlass und Umfangauslass und eine mechanisch geregelte Benzindirekteinspritzung mit kantengesteuerter Einspritzpumpe; das Zündsystem ist mit einer Zündkerze pro Scheibe ausgelegt.
Das Motorgehäuse ist aus Aluminium hergestellt, die Mäntel sind in den Verbrennungsarbeitskammern mit einer Nikasilbeschichtung versehen, die von Mahle entwickelt wurde. Die Kreiskolben sind aus Schmiedealuminium hergestellt, was die Masse im Vergleich zu einem Kreiskolben aus Stahlguss um etwa die Hälfte verringert. Die Kreiskolben wurden von Daimler-Benz entwickelt und von Mahle hergestellt.
Die Exzenterwelle ist ungeteilt und aus induktionsgehärtetem CK-45-Stahl mit einer Zugfestigkeit von 800 bis 900 N·mm−2 hergestellt. Die Exzenter haben in der Dreikolbenausführung eine 120°-Spreizung, während die Vierkolbenausführung eine 90°-Spreizung hat, wobei die Exzenter 1 und 2 sowie 3 und 4 sich jeweils gegenüberstehen (180°). Diese Konstruktion bedingt, dass die Exzenter 2 und 3 in einem 90°-Winkel zueinander stehen und das mittlere Hauptlager der Exzenterwelle überproportional stark belastet wird. Daimler-Benz begegnete diesem Problem, indem die Exzenterwelle (und damit auch die Lager) im Durchmesser vergrößert wurden.
Aufgrund der geringeren Bauteilzahl ist der Schmierungsbedarf des M 950 kleiner als bei einem Hubkolbenmotor. Entsprechend wurde der Volumenstrom der Ölpumpe geringer bemessen. Da ein größerer Wärmeeintrag in das Motoröl stattfindet, muss die Kühlleistung des Ölkühlers dennoch größer als beim Hubkolbenmotor sein.
Um die Lauffläche zu schmieren und abzudichten, ist der Motor mit einer kleinen Taumelscheibenöldosierpumpe ausgerüstet. Sie fördert pro Kreiskolben und Exzenterwellenumdrehung ca. 6−1 mm Öl. Sie wird von der Exzenterwelle angetrieben und hat eine Untersetzung von 1:45 bis 1:60. Die Veränderung des Volumenstroms wird über ein Gestänge direkt über die Regelstange der Einspritzumpumpe eingestellt. Der Ölfilm auf der Rotorlauffläche hat eine Dicke von etwa 3·10−6 mm. Da der M 950 eine Benzindirekteinspritzung hat, kann das Schmieröl nicht dem Kraftstoff beigemischt werden – es würde durch die Einspritzung aufbereitet werden und an der Verbrennung teilnehmen. Das Öl quilt stattdessen durch einen kleinen Spalt bei der oberen Hülse der Drosselklappe in den Ansaugkanal und von dort auf die Lauffläche.

## Technische Daten
|                                              | Dreischeibenmotor (M 950 F) | Vierscheibenmotor (M 950/4) |
| -------------------------------------------- | --------------------------- | --------------------------- |
| Exzentrizität {\displaystyle e}              | 15 mm                       | 15 mm                       |
| Radius {\displaystyle R}                     | 99 mm                       | 99 mm                       |
| Äquidistante {\displaystyle a}               | 4 mm                        | 4 mm                        |
| Breite {\displaystyle B}                     | 75 mm                       | 75 mm                       |
| Kammervolumen {\displaystyle V_{k}}          | 600 cm3                     | 600 cm3                     |
| Arbeitsvolumen {\displaystyle V_{h}}         | 3600 cm3                    | 4800 cm3                    |
| Verdichtung {\displaystyle \varepsilon }     | 9.3                         | 9.3                         |
| Nennleistung {\displaystyle P_{e}}           | 205 kW                      | 260 kW                      |
| Bei Drehzahl {\displaystyle n_{e}}           | 7000 min−1                  | 6000 min−1                  |
| Mittlerer Arbeitsdruck {\displaystyle p_{e}} | 1,05 MPa                    | 1,1 MPa                     |
| Masse {\displaystyle m}                      | 150 kg                      | 180 kg                      |
| Quellenangabe                                | [ 17 ]                      | [ 17 ] [ 18 ]               |